# 張奉
張奉（？—？），三國時蜀漢官員，曾奉命出使孫吳，和東吳大臣闞澤、薛綜辯論，後被薛綜反駁得啞口無言。

## 生平
張奉為蜀臣，曾奉命出使孫吳，和吳臣闞澤辯論，闞澤無法應對張奉的言論。薛綜見狀對張奉嘲諷說:「蜀者何也？有犬為獨，無犬為蜀，橫目苟身，蟲入其腹。」（蜀算什麼?蜀字旁邊有個「犬」字即「獨」字，沒有「犬」字就是「蜀」字，蜀就只是「橫目苟身，蟲入其腹」罷了。）張奉聽罷不滿向薛綜質問那「吳」字該如何解釋，薛綜答:「無口為天，有口為吳，君臨萬邦，天子之都。」（「吳」字則是「無口為天，有口為吳，這是君臨萬邦，天子之都啊。」）張奉聽罷啞口無言，在場眾吳臣聽罷則皆大笑。南朝宋裴松之引《江表傳》則稱此事是蜀使費禕和諸葛恪辯論。